# Соціологічна теорія праворозуміння
Соціологі́чна тео́рія праворозумі́ння — це напрям праворозуміння, що розглядає як основу права реальні суспільні відносини, інтенсивний розвиток яких зумовлює необхідність, безпосередньо, пристосовувати право до життєвих потреб конкретних індивідів через процес правозастосування.

## Історія становлення теорії
Під кінець XIX століття стала формуватися соціологічна юриспруденція, коли соціологія вже самостійно виділилася в окрему галузь знань. Соціологічні теорії права складалися двома шляхами: з одного боку, шляхом створення правових концепцій в рамках загальної соціології, а з іншого — в результаті застосування соціологічних понять і методів у галузі юридичних наук. Соціологічна школа права є, як і нормативізм, позитивістською теорією. Її представники прагнуть відмовитися від ціннісного підходу до права, уникати моральних оцінок, приймати право таким, яке воно є. Однак на відміну від юридичного позитивізму, що віддає першорядне значення нормі права, соціологічна школа — надає перевагу практиці, реальній дії права.
Предтечею соціологічної теорії стала «школа вільного права», представниками цієї школи були Є. Ерліх в Німеччині, С. А. Муромцев в Росії. Вони виступали за живе право народу, засноване не на законі, а на вільному розсуді суддів. Соціологічна школа склалася в першій третині XX ст., спочатку в Європі, пізніше отримала найбільше поширення в США. Вона зовні протилежна нормативізму і виступає з його критикою. Критикуючи принципи формально-догматичної юриспруденції (Рудольф фон Єринг охрестив її «юриспруденцією понять»), прихильники соціологічного напрямку підкреслювали недостатність нормативного підходу до права. Вони розглядали суспільство як цілісний організм, усі частини якого підпорядковані єдиним законам, і закликали вивчати право у взаємодії з іншими елементами соціальної системи.
Послідовники соціологічного напрямку протиставили концепціям юридичного позитивізму розуміння права як «живого», динамічного правопорядку. Представниками цього напрямку є Д. Дью, Р. Паунд, Д.Фленк, К. Ллевеллін та ін У їх розумінні поняття «право» включає в себе адміністративні акти, судові рішення та вироки, звичаї, правосвідомість суддів та інших посадових осіб, правовідносини, а також і юридичні норми, значення яких в ряду названих правових засобів впливу на поведінку людей принижується. Соціологічна школа виходить з того, що право має розглядатися не інакше як в дії, в процесі застосування, аналізу реальних правових відносин.
Джон Дью писав: «Право є діяльність, за допомогою якої можна здійснювати втручання в іншу діяльність. Що стосується правової норми, то вона позбавлена скільки активної ролі, вона лише клаптик паперу, що наповнюється змістом в кожному конкретному випадку за допомогою видання індивідуальних судових або адміністративних актів».
К. Ллевеллін робить особливий акцент на управлінської діяльності: «Право — це не тільки судова, а й управлінська діяльність. Центральну ланку права слід вбачати не тільки в тому, що робить суддя, а й у тому, що будь-який носій державної посади, наприклад, чиновник податкового управління, робить в такій якості».

### Прагматизм
На розвиток соціологічної юриспруденції значний вплив зробив американський юрист Роско Паунд. Світоглядною основою вчення Паунда послужили ідеї прагматизму — провідного напряму в філософії США почала XX ст. В основі прагматизму лежить судження про те, що будь-які теоретичні побудови необхідно оцінювати з точки зору їх практичного значення чи користі. Дотримуючись цього принципу, Паунд закликав юристів не обмежуватися вивченням «права в книгах» і звернутися до аналізу «права в дії». Юридична наука, вважав він, покликана показати, як право реально функціонує і впливає на поведінку людей. Протистояння «права в книгах» і «права в дії» з часом слало гаслом всієї прагматистської юриспруденції в США. Соціологічна спрямованість концепції Паунда найбільш яскраво проявилася в трактуванні права як форми соціального контролю. Відповідно до поглядів вченого право є одним із способів контролю за поведінкою людей поряд з релігією, мораллю, звичаями, домашнім вихованням та ін Такий підхід орієнтував юридичну науку на вивчення права в контексті соціальних відносин, вимагав враховувати взаємодію правових норм з іншими регуляторами суспільного життя. Паунд підкреслював, що юристу необхідно знати суміжні наукові дисципліни і вміти застосовувати їх методи при дослідженні права. «Давайте подивимося фактам людської поведінки в обличчя … давайте звернемося до економічної теорії, соціології, філософії та перестанемо вважати, що юриспруденція є самодостатньою наукою».

## Основні положення теорії
Соціологічне праворозуміння на відміну від нормативного визнає основою права не сукупність (систему) абстрактних і формальних соціальних норм, а безпосередньо суспільне життя, певним чином упорядковану взаємодію соціальних суб'єктів, «живе» право як конкретне, динамічне, фактично існуюче явище, що лежить в основі створення законів та прийняття інших юридичних рішень.
Такий підхід до визначення сутності, змісту, форм існування, призначення права притаманний ліберальним та гуманістичним традиціям у праворозумінні.
Право як «нормальна» соціальна поведінка і право як правила цієї поведінки, узагальнені та сформульовані в законі, співвідносяться як форма і зміст.
Сутністю права є свобода людини, але свобода не будь-яка, а певним чином визначена та забезпечена.
Свобода — це притаманні людині властивість і форма життя, що відбивають її прагнення до самовираження, самореалізації, але це не означає, що свобода є можливістю здійснення будь-яких діянь. Та свобода, яка полягає в можливості робити все, що забажається, є ілюзією свободи, її сурогатом, свавіллям. Справжня свобода тісно пов'язана з необхідністю — об'єктивними законами розвитку суспільства, реалізується на основі їх пізнання і відповідно до них.
Свобода суб'єкта включає свободу вибору певного варіанта діяння, свободу волі як властивість суб'єкта приймати відповідне рішення, свободу діяння як безперешкодне його здійснення. Наявний характер соціальних закономірностей передбачає обмеження лише абсолютної свободи суб'єкта, але зумовлює наявність свободи вибору і здійснення певного розмаїття діянь, що в тому чи іншому випадку відбивають необхідність.
Право і є «царством реалізованої свободи», тієї її сферою, в межах якої соціальний суб'єкт, спроможний приймати адекватні соціальним закономірностям рішення, є вільним у виборі варіанта діяння і безперешкодному його здійсненні.
Наявна сфера свободи соціального суб'єкта як сутність права виявляє себе в різних правових явищах — нормах права, суб'єктивних правах і обов'язках, правових принципах, правовідносинах тощо, кожне з яких у властивій йому формі відбиває сферу свободи того чи іншого суб'єкта (суспільства, держави, громадської організації, людини).
Сфера свободи є єдністю протилежностей — свободи як варіантів діянь, що їй відповідають, і несвободи як обмеження кількості цих варіантів. Але й несвобода за сутністю є свободою в тому розумінні, що розглядалося вище. Несвободу як об'єктивно зумовлене обмеження свободи вибору слід відрізняти від абсолютної свободи, бо саме остання є протилежністю дійсної свободи — свавіллям чи несвободою. Тому якщо свобода є проявом необхідності, то несвобода, свавілля — випадковості, хаосу.
Різні соціальні суб'єкти володіють неоднаковою спроможністю пізнавати об'єктивні умови свого життя, діяти на їх основі, тому в суспільстві створюються різноманітні механізми, які притаманними їм засобами сприяють реалізації свободи суб'єктів чи протидіють проявам свавілля (звичаї, мораль, релігія, юридичне право, політичні норми тощо).
Не тільки право, а й деякі інші соціальні явища відбивають сферу свободи соціального суб'єкта, наприклад, мораль, наука, звичаї, політика тощо. Проте кожному з них властиві як «своя» сфера вільного суспільного життя, так і засоби її визначення та забезпечення.
Сфера свободи як суттєва риса права набуває втілення:
- у правосвідомості у формі правових ідей, принципів, теорій, концепцій, почуттів, поглядів, переконань суб'єктів права;
- правоздатності її суб'єктів, тобто їх властивості мати вільну волю, здійснювати вільний вибір;
- правовій поведінці у вигляді дій чи бездіяльності, що є результатом свободи вибору і свободи волі суб'єктів, що взаємодіють;
- правових нормах-моделях правової поведінки та їх системі як масштабі свободи суспільства і його членів;
- законах та інших нормативних актах й індивідуальних рішеннях, що є зовнішньою формою визначення та вираження права як міри свободи;
- суб'єктивному праві та обов'язку — форми свободи відповідно як можливості та необхідності певних дій тощо.

Право як міра свободи, її масштаб відбиває характеристики, властивості визначати межі свободи, відокремлювати її від несвободи (сваволі), оцінювати соціальну поведінку з погляду її відповідності об'єктивним закономірностям функціонування і розвитку суспільства. На відміну від інших соціальних визначень свободи право — це її міра, яка є:
- формально визначеною, тобто чітко зафіксованою у формі моделей поведінки в нормах і нормативних приписах, які зовнішньо відображені в особливих письмових документах (нормативних актах, договорах, судових прецедентах);
- рівною — свобода різних суб'єктів визначається єдиним способом, на єдиних засадах;
- справедливою — відбиває об'єктивно зумовлене співвідношення свободи вибору варіантів поведінки та їх обмежень відповідно до досягнутого суспільством рівня цивілізованості, соціального прогресу;
- інституціональною — у розмаїтті своїх проявів, форм становить певний соціальний інститут як феномен, самостійне явище;
- легітимною — загальновизнаною, сприйнятою суспільством;
- універсальною — спроможною врегульовувати різні за природою соціальні відносини.